# Sainte Genevieve County
Sainte Genevieve County är ett administrativt område i delstaten Missouri, USA, med 18 145 invånare. Den administrativa huvudorten (county seat) är Ste. Genevieve.

## Geografi
Enligt United States Census Bureau har countyt en total area på 1 318 km². 1 301 km² av den arean är land och 17 km² är vatten.

### Angränsande countyn
- Jefferson County - nordväst
- Monroe County, Illinois - nordost
- Randolph County, Illinois - öst
- Perry County - sydost
- Saint Francois County - sydväst